# Raphael Stănescu
Raphael Andrei Stănescu (sinh ngày 27 tháng 6 năm 1993) là một cầu thủ bóng đá người România thi đấu cho Farul Constanța. Trong quá khứ, anh từng thi đấu ở Liga I cho Dinamo București.

## Sự nghiệp
Stănescu ra mắt đội một Dinamo vào ngày 22 tháng 5 năm 2010, trong trận đấu trước SC Vaslui với vai trò dự bị cho Andrei Cristea. Bàn thắng đầu tiên của anh cho Dinamo đến trong trận đấu trước CS Mioveni, vào ngày 12 tháng 5 năm 2012. Năm 2014, anh hết hợp đồng với Dinamo, vì anh không có nhiều cơ hội để chơi cho Reds-and-Whites.